# Урусуи-Уна
Урусуи́-У́на (порт. Estação Ecológica de Uruçuí-Una) — экологическая станция в Бразилии, в штате Пиауи.

## Описание
Экологическая станция Урусуи-Уна располагается в штате Пиауи, в муниципалитетах Бон-Жезус, Санта-Филомена и Байша-Гранди-ду-Рибейру. Она занимает площадь 1351 км² (135 120,46 га). Создана 2 июня 1981 года, отнесена к категории МСОП Ia (строгий природный резерват). Управляющий орган — Институт по сохранению биоразнообразия имени Чико Мендеса. Цель создания станции — сохранение биологически разнообразных экосистем серрадо (в частности, водных объектов, образующих бассейн реки Парнаиба) и поддержка научных исследований. Урусуи-Уна испытывает сильное негативное воздействие со стороны расширяющегося сельскохозяйственного региона.
Климат субтропический, тёплый и влажный, с температурой воздуха от 20 до 34°С. Рельеф представляет собой крупные песчаниковые плато, пересечённые долинами постоянных или пересыхающих рек.

## Биоразнообразие
Урусуи-Уна находится в экорегионе серрадо. Верхняя часть плато покрыта типичной растительностью типа серрадо, в долинах представлены галерейные леса.
Животный мир очень разнообразен, и включает такие виды как гривистый волк (Chrysocyon brachyurus), пампасный олень (Ozotoceros bezoarticus), гигантский муравьед (Myrmecophaga tridactyla), чернокрылый звонарь (Procnias averano), гиацинтовый ара (Anodorhynchus hyacinthinus), золотая аратинга (Aratinga guarouba), броненосцы и пекари.